# Jablunkov
Jablunkov (en polonais : Jabłonków ; en allemand : Jablunkau) est une ville du district de Frýdek-Místek, dans la région de Moravie-Silésie, en République tchèque. Sa population s'élevait à 5 257 habitants en 2024.

## Géographie
Jablunkov se situe dans la région historique de Silésie tchèque (Silésie de Cieszyn). La ville est arrosée par la rivière Lomná, en amont de sa confluence avec l'Olza. Au sud-ouest apparaissent les Beskides moravo-silésiennes. 
La commune se trouve à 31 km à l'est-sud-est de Frýdek-Místek, à 46 km au sud-sud-est d'Ostrava et à 316 km à l'est-sud-est de Prague. Elle est limitée par Návsí au nord, par Písek et Písečná à l'est, par Mosty u Jablunkova au sud et par Dolní Lomná et Bocanovice à l'ouest.
La Route européenne 75 (E75) traverse le territoire communal. La ligne ferroviaire de Žilina à Bohumín passe à l'ouest de Jablunkov ; la gare la plus proche est Návsí.

## Histoire
La première mention écrite de la localité date de 1435, dans un acte promulgué par le duc Venceslas Ier de Cieszyn. À ce temps, le lieu de Jablunkov (nom dérivé de jabloň, « pommier ») faisait partie de la seigneurie de Hrádek au sein du duché de Cieszyn. Il obtint le statut de ville accordé en 1560 par le duc Venceslas III Adam.
Après la signature des accords de Munich en 1938, la ville passe à la république de Pologne ; au cours de l'invasion de la Pologne l'année suivante, elle fut occupée par les troupes allemandes. À la fin de la Seconde Guerre mondiale, Jablunkov revint à la République tchécoslovaque.

## Galerie

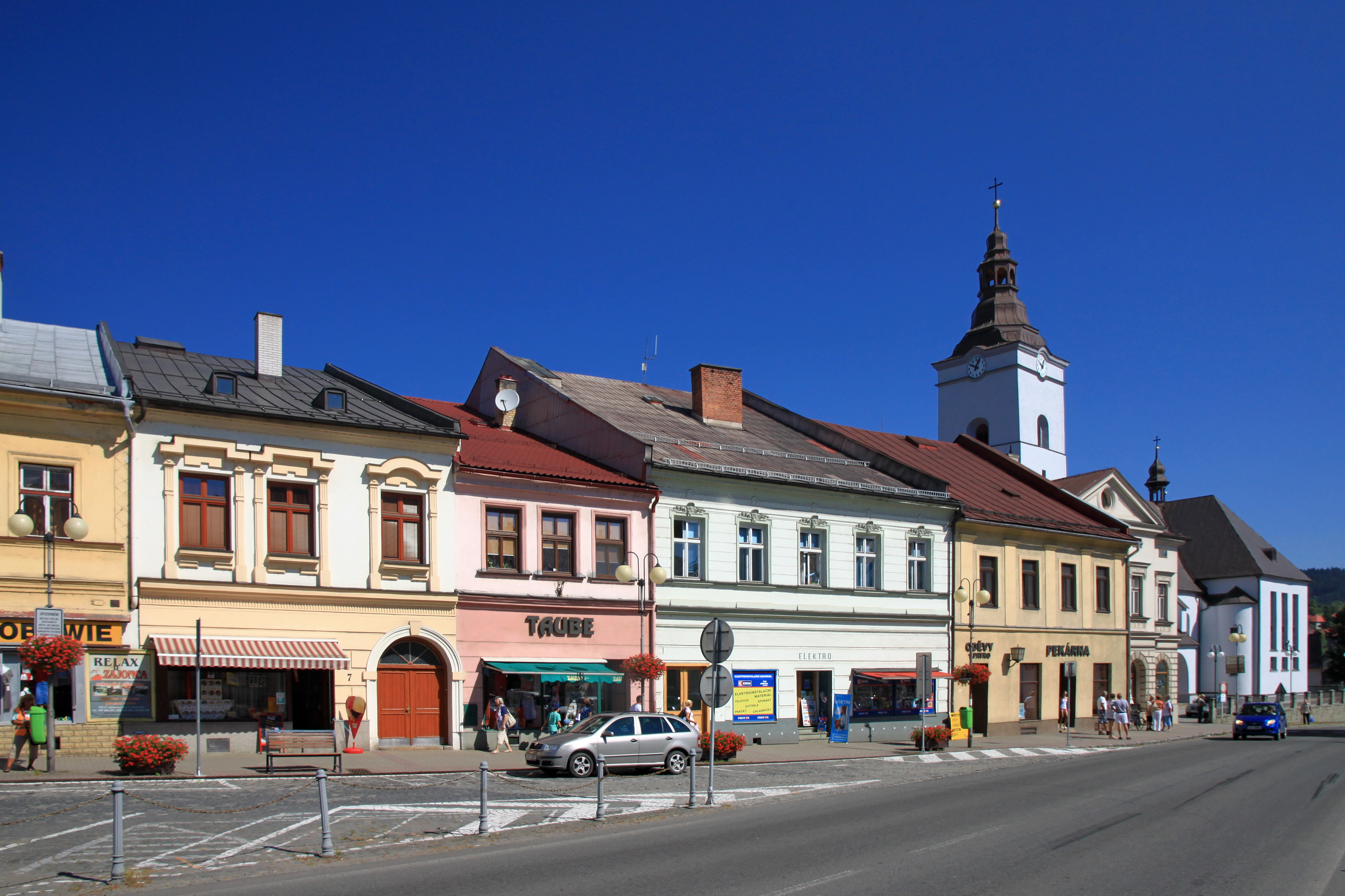
Place Mariánské.
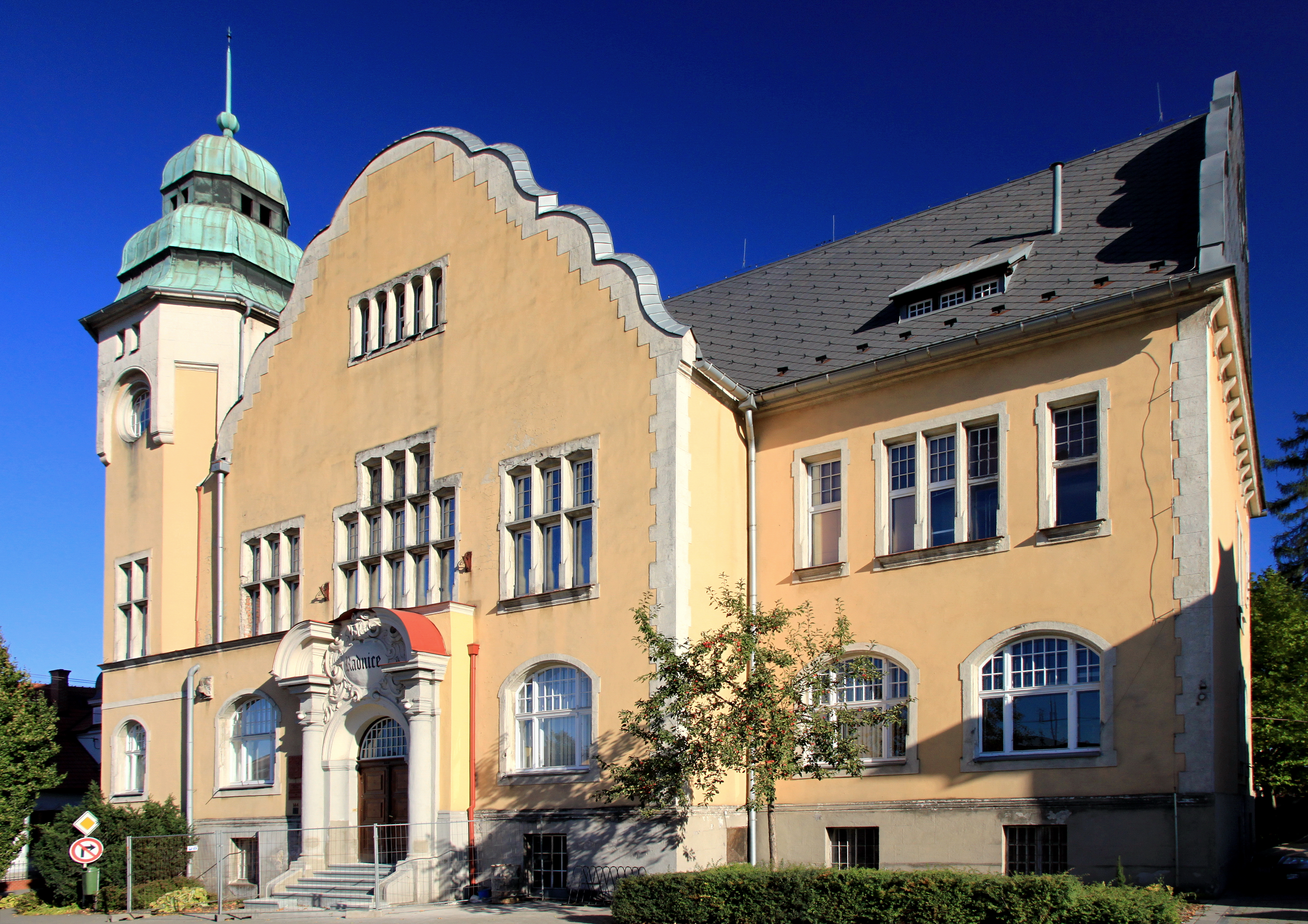
Hôtel de ville.

Patrimoine religieux

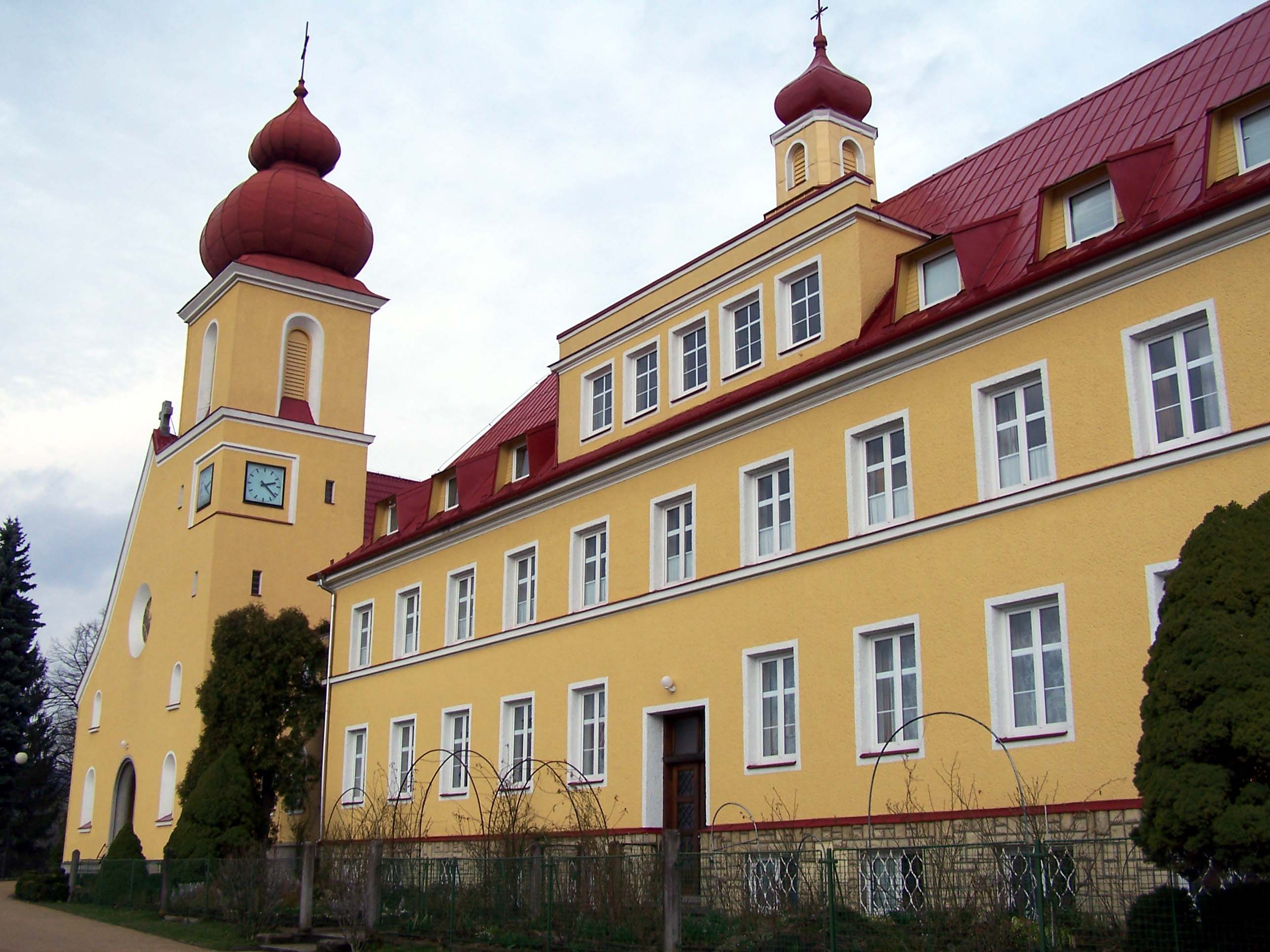
Église Saint-Joseph et monastère élisabéthain.
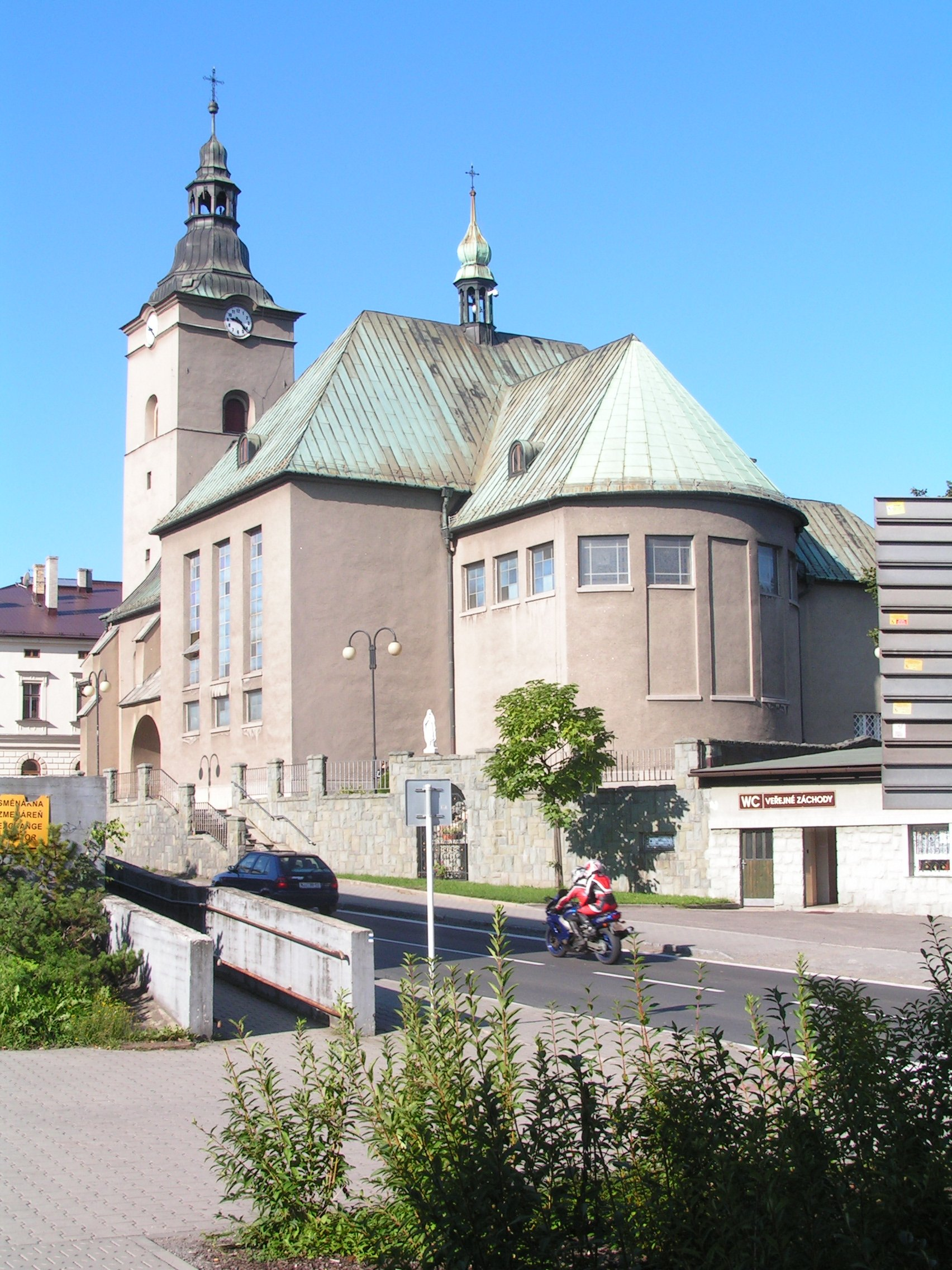
Église Corpus Christi.
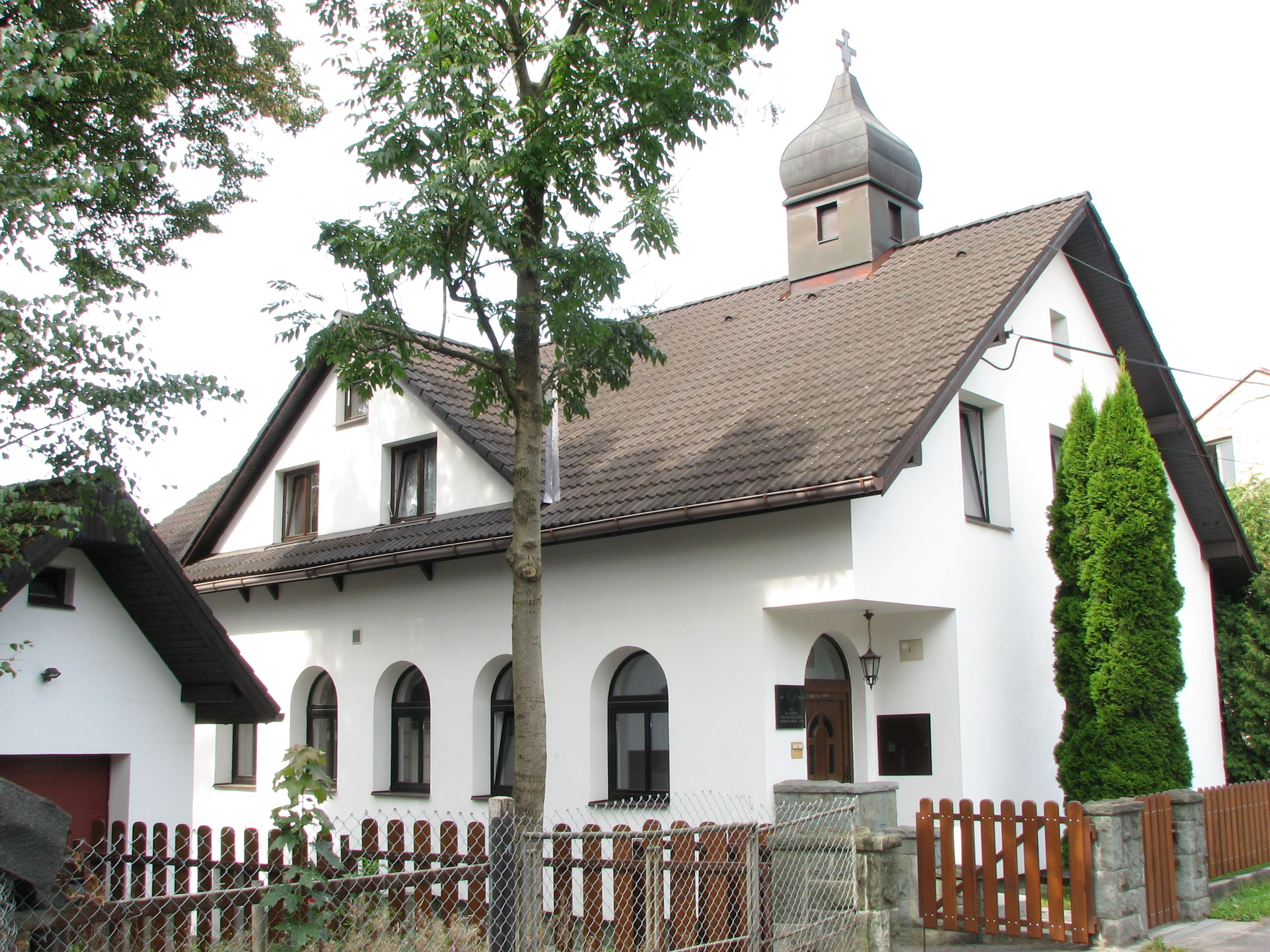
Monastère franciscain.

## Transports
Par la route, Jablunkov se trouve à 14 km de Třinec, à 38 km de Frýdek-Místek, à 59 km d'Ostrava et à 389 km de Prague.

## Jumelages
- Siemianowice Śląskie (Pologne)
- Gogolin (Pologne)